# سربعل
سربعل منطقة أثرية تقع في منطقة عسير جنوب المملكة العربية السعودية.

## نبذة عامة
تقع المنطقة في وادي بعل إلى الشمال الشرقي من تثليث بمسافة 30 كم، ويلاحظ في الموقع بقايا منطقة سكنية وأساسات لمبان عديدة متنوعة الأغراض ذات أشكال دائرية مربعة ومستطيلة مشيدة بالحجارة السوداء التي تزخر بها المنطقة.
موقع سربعل غني بالملتقطات السطحية، وهي تتكون من كسر فخارية ذات لون أحمر أو لون بني، ويوجد على البعض منها زخارف عبارة عن نقوش بسيطة، وكُسيَ البعض الآخر بطلاء لونه أخضر أو ازرق وتعود لفترة الخلافة العباسية.